# Віттенберген
Віттенберген (нім. Wittenbergen) — громада в Німеччині, розташована в землі Шлезвіг-Гольштейн. Входить до складу району Штайнбург. Складова частина об'єднання громад Брайтенбург.
Площа — 4,59 км2. Населення становить 161 ос. (станом на 31 грудня 2020).